# Chùa Nhất Trụ
Chùa Nhất Trụ là ngôi chùa cổ từ thế kỷ X thuộc vùng bảo vệ đặc biệt của khu di tích Cố đô Hoa Lư (Ninh Bình). Chùa còn lưu giữ được nhiều cổ vật gắn với lịch sử hình thành kinh đô Hoa Lư, nổi bật nhất là cây cột kinh phật bằng đá trước sân chùa, đây là một bảo vật quốc gia đang được các nhà nghiên cứu lập hồ sơ đề nghị UNESCO công nhận là di sản tư liệu thế giới.

## Vị trí
Chùa Nhất Trụ cùng với chùa Am Tiên, chùa Kim Ngân, chùa Cổ Am, chùa Duyên Ninh là những chùa cổ thời Đinh - Lê nằm trong khuôn viên kinh thành Hoa Lư còn tồn tại đến ngày nay. Trong số đó, chùa Nhất Trụ nằm ở vị trí trung tâm thành Đông, là di tích quan trọng nhất. Chùa là nơi tu hành và họp bàn việc nước của các nhà sư thế kỷ 10 như Pháp Thuận, Khuông Việt và Vạn Hạnh.
Nhất Trụ tự nằm cạnh đình Yên Thành, rất gần đền thờ Công chúa Phất Kim và đền vua Lê Đại Hành. Những di tích này đều thuộc làng cổ Yên Thành, xã Trường Yên, Ninh Bình. Chùa được xây dựng theo kiểu chữ "đinh" (丁), hướng chính Tây, gồm có cột kinh Lăng Nghiêm, chính điện, nhà tổ, phòng khách, nhà ăn, và các tháp.

## Bảo vật quốc gia
Chùa Nhất Trụ có tên như vậy là do trước chùa có một cột kinh phật bằng đá Nhất Trụ (cột kinh Lăng Nghiêm) đã được xếp hạng Bảo vật quốc gia. Cột kinh phật chùa Nhất Trụ cao hơn 4 m, có 8 mặt và 6 chi tiết được lắp dựng với nhau bởi các ngõng đá bao gồm: Tảng đế vuông dày 30 cm, kích thước mỗi chiều 140 cm, có lỗ mộng tròn ở giữa. Đế tròn có đường kính 76 cm, dưới đáy đế có ngõng lắp vừa khít vào lỗ mộng ở tảng đế vuông. Trên mặt đế tròn có lỗ mộng sâu 9 cm. Thân cột bát giác cao hơn 2,0m và có số đo qua tâm hai mặt đối diện là 65 cm ở phần trên và 61 cm ở phần dưới thân cột. Hai đầu cột đều có ngõng cắm vào đế và thớt. Thớt bát giác dày 13 cm, số đo qua tâm hai mặt đối diện là 69 cm, mặt dưới có lỗ mộng ngậm khít vào ngõng trên của thân bát giác. Phía trên thớt là biểu tượng bông hoa sen bằng đá cao 26 cm có đường gờ miệng uốn lượn tạo nên 8 đỉnh nhọn, phía dưới bông hoa thu nhỏ thành hình tròn, mặt trên có lỗ mộng tròn để gắn chóp. Chóp có hình chiếc hồ lô thóp bụng, miệng tù, cao 80 cm, có đường kính 30 cm. Phía trên tảng vuông bao quanh đế cột có vòng tròn đường kính 107 cm trang trí những cánh sen, với tổ hợp 22 cánh đơn, chiều dài mỗi cánh 15–17 cm, rộng 13 cm. Cánh sen thon tương tự như cánh sen trang trí trên một số tảng đá của các công trình khác trong khu di tích... Trên tám mặt của thân bát giác có khắc đầy chữ hán, ước khoảng 2.500 chữ, nhiều chữ đã bị mờ khiến cho văn tự không đọc được nguyên vẹn, số chữ có thể đọc được hoặc nhận dạng là 1.200 chữ. Do ảnh hưởng của thời tiết, môi trường tác động mà hiện tại số lượng chữ có thể đọc được là rất hạn chế. Các mặt của lăng Kinh khắc bài thần chú trong Kinh Lăng Nghiêm và một số bài kệ. Cột đá này được dựng khoảng năm 995. Trên cột đá còn thấy các chữ "Đệ tử Thăng Bình Hoàng đế tả tạo" (Hoàng đế Thăng Bình tức vua Lê Hoàn).

## Thạch kinh cổ nhất Việt Nam
Nói tới nghệ thuật điêu khắc đá trong dòng chảy văn hóa Việt Nam phải kể đến các tượng Phật bằng đá và bia đá mà thạch kinh chùa Nhất Trụ là một minh chứng còn tồn tại. Thuở tiền sử sơ khai, từ công cụ lao động tới mọi vật dụng đều được làm từ đá: rìu đá, dao đá, lưỡi cày đá... Nên đá chính là dư âm vạn năng từ ngàn xưa còn vọng lại ngày nay thành linh khí. Thạch kinh xuất hiện lần đầu tiên ở Trung Quốc vào năm 971 khi được Vua Tống cho khắc kinh Đại tạng lên cột đá để cúng dường. Chỉ hai năm sau, Nam Việt Vương Đinh Liễn con trai Vua Đinh Tiên Hoàng đã cho dựng 100 cột kinh Phật bằng đá, khắc kinh Đà la ni ở Hoa Lư. Từ đây về sau tạo thành một dòng chảy thạch kinh trong văn hóa Việt Nam.
Kinh tràng Hoa Lư là biểu tượng của Pháp trong Tam Bảo nhà Phật (gồm: Phật, Pháp, Tăng) nhà Phật (gồm: Phật, Pháp, Tăng), với mong muốn làm nên những cuốn kinh Phật bền vững tới muôn đời sau. Sau nhà Đinh, Lê Hoàn cho dựng thạch kinh ở chùa Nhất Trụ. Từ đây về sau nhân dân Việt Nam có truyền thống dựng Thạch Kinh trước điện thờ Phật.
Khi khai quật lòng đất cố đô Hoa Lư, cách đền thờ vua Đinh khoảng 2 km, các nhà khảo cổ đã tìm ra được gần 20 cột kinh thời Đinh. Đó là những cột đá có 8 mặt, dài khoảng từ 0,5 m đến 0,7 m. Trên tất cả các cột này đều có khắc bài thần chú Phật đinh tôn thắng đà la ni. Các cột đinh này được dựng trong các năm khác nhau. Trên một cột kinh tìm được năm 1964, ngoài bài thần chú trên, còn có một bài kệ bằng chữ Hán khá dài, liên quan đến Phật điện Đại Thừa.

## Lễ hội chùa Nhất Trụ
Giá trị văn hóa của chùa Nhất Trụ trong quần thể di tích cố đô Hoa Lư được thể hiện ở câu đối:
Tràng An thắng cảnh hoàng đô thủy
Nhất Trụ danh lam Phật tích linh.
Dịch là: Thắng cảnh Tràng An kinh đô gốc/Danh lam Nhất Trụ dấu Phật còn.
Ở kinh đô Thăng Long sau này, người cháu ngoại của Vua Lê Đại Hành là Lý Thái Tông cũng cho xây dựng chùa Một Cột, có nhiều nét kiến trúc tương đồng với chùa Nhất Trụ ở cố đô Hoa Lư.
Lễ hội chùa Nhất Trụ cùng với 8 ngôi chùa cổ khác ở cố đô Hoa Lư, xã Trường Yên diễn ra dịp lễ hội Trường Yên đầu tháng 3 âm lịch hàng năm.
Hàng năm, vào ngày 15 tháng Giêng, tại chùa diễn ra lễ khao tống thuyền rồng, đây là lễ cúng Phật cầu nguyện cho quốc thái dân an. Đêm nguyên tiêu có hội thơ tưởng nhớ thiền sư Đỗ Pháp Thuận. Ngày 8 tháng 4 âm lịch có lễ lập hạ tại chùa, cầu thời tiết thuận hoà, mùa màng tốt tươi.

## Ảnh

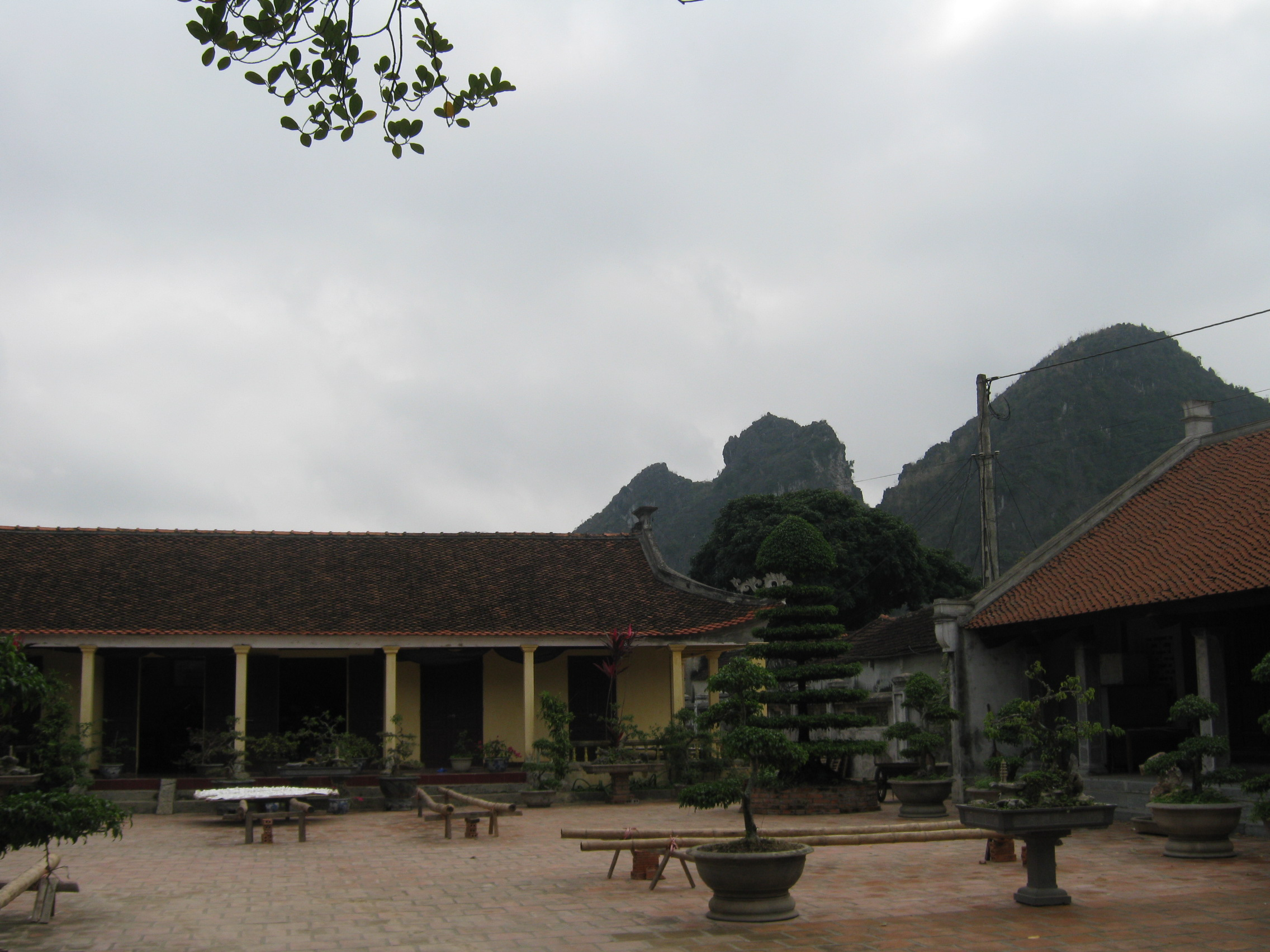
Phong cảnh Chùa Nhất Trụ ở Cố đô Hoa Lư
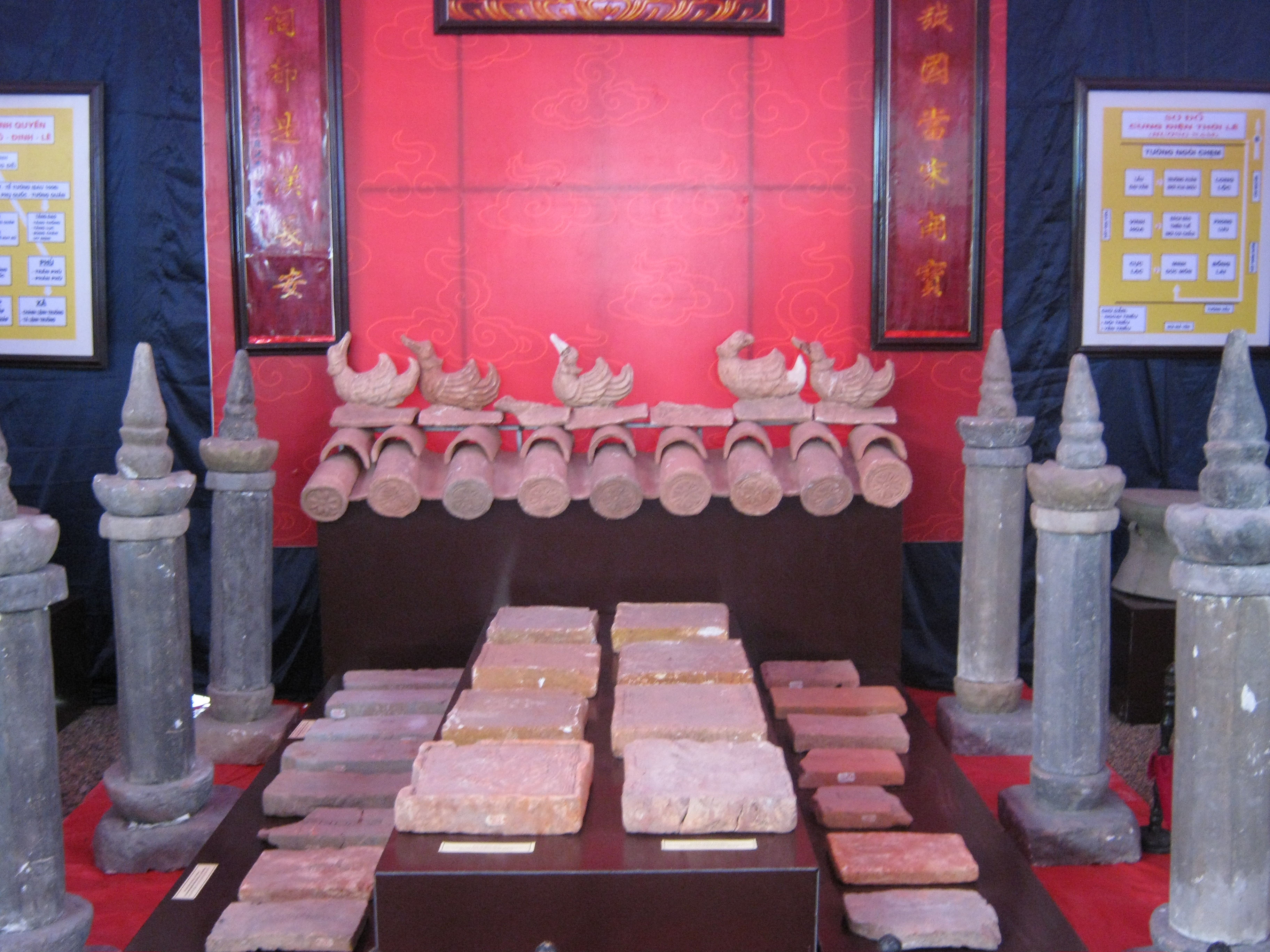
Cổ vật thế kỷ X
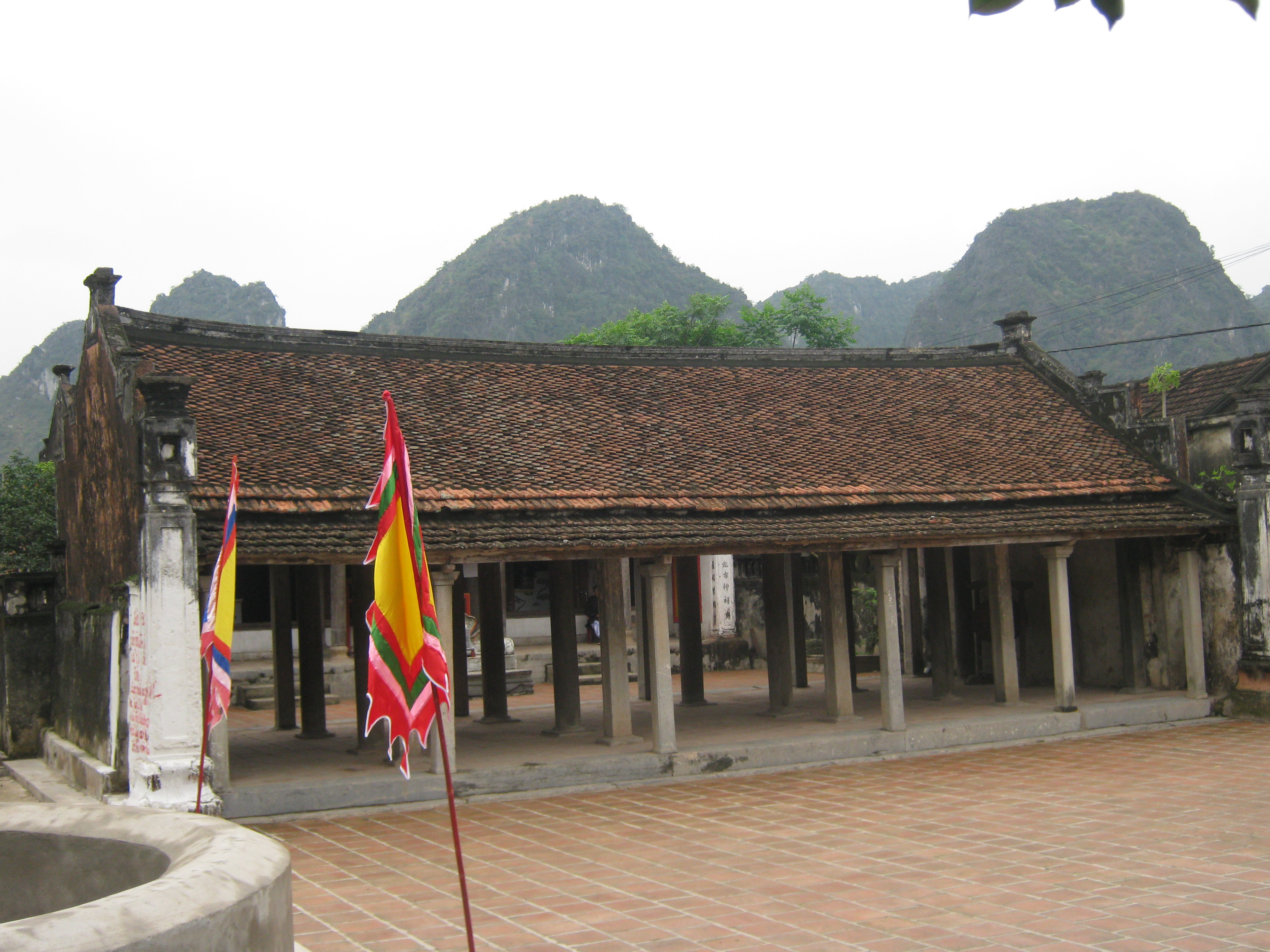
Đình Yên Thành
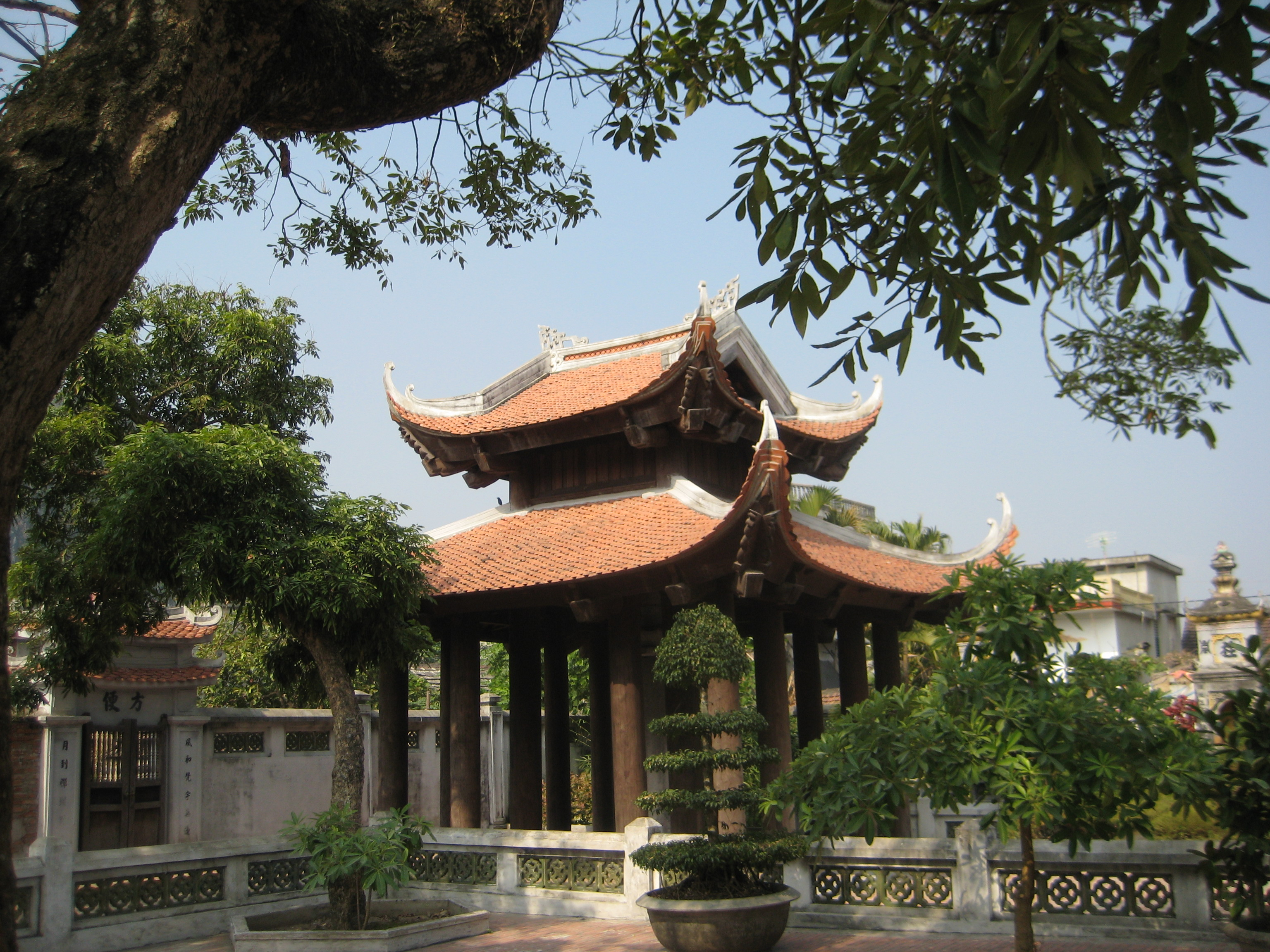
Cột kinh cổ nhất Việt Nam